# Aldenhoven
Aldenhoven è un comune di 13 893 abitanti della Renania Settentrionale-Vestfalia, in Germania.
Appartiene al distretto governativo (Regierungsbezirk) di Colonia e al circondario (Kreis) di Düren (targa DN).